# Ischnosiphon gracilis
Ischnosiphon gracilis là một loài thực vật có hoa trong họ Marantaceae. Loài này được (Rudge) Körn. mô tả khoa học đầu tiên năm 1862.